# نیدهام مارکت
latitudeنیدهام مارکتlongitudeنیدهام مارکت
نیدهام مارکت (به انگلیسی: Needham Market) یک منطقهٔ مسکونی در انگلستان است که در شرق انگلستان واقع شده‌است.

## خصوصیات
نیدهام مارکت ۴٬۵۷۴ نفر جمعیت دارد.